# Mobil (olieselskab)
 For alternative betydninger, se Mobil. (Se også artikler, som begynder med Mobil)
Mobil er et amerikanskejet varemærke, der gennem tiderne har været benyttet som varemærke af forskellige olieselskaber. Mærket ejes i dag af ExxonMobil.
Mobil udsprang oprindelig af John D. Rockefellers Standard Oil. Da Standard Oil i 1931 blev tvunget til at opdele sig i 34 forskellige uafhængige selskaber, blev etableret Standard Oil Company of New York (forkortet til Socony). Socony fusionerede i 1931 med Vacuum Oil Company, der havde benyttet brandet Mobil. Det fusionerede selskab kaldte sig Socony-Vacuum Oil Company og over tid blev Mobil selskabets primære varemærke og identitet. I 1963 ændrede selskabet navn til Mobil Corporation.
Mobil etablerede sine første tankstationer i Danmark i 1930'erne under Standard-navnet og etablerede senere flere tankstationer under Mobil-navnet.
I 1998 blev Mobil købt af Exxon, og de to største olieselskaber fra opdelingen af Standard Oil blev herefter genforenet i selskabet ExxonMobil. Mobil er i dag et varemærke, der benyttes af ExxonMobil. Mærket benyttes primært til salg af motorolie, som eksempelvis Mobil 1, men ExxonMobil driver fortsat tankstationer under Mobilnavnet.